# Gilde SamenSpraak
Gilde SamenSpraak is het taal- en integratieproject van Gilde Nederland. Door Nederlanders met anderstaligen in contact te brengen, wordt met name het actieve gebruik van de Nederlandse taal gestimuleerd.
In Nederland ontbreekt het niet aan mogelijkheden om de Nederlandse taal te leren. In de praktijk blijkt echter dat veel mensen die zich willen inburgeren vooral in hun eigen omgeving verblijven. Door het contact met de vrijwilligers van Gilde SamenSpraak kan de moeizaam verkregen kennis gebruikt en uitgebouwd worden. Praktisch is dit contact nadat er een inburgeringscursus gevolgd is bijvoorbeeld bij een van de vele regionale opleidingencentra.
In 2009 verwierf de Gilde de prestigieuze ANV-Visser Neerlandia-prijs.